# Partit Comunista Khaldu-Ashur
El partit Comunista Khaldu-Ashur és una organització política assíria del Kurdistan del Sud. Era part de la branca kurda del Partit Comunista Iraquià i es va constituir com organització separada el 1992 per prendre part a les eleccions regionals d'aquell any. La llista fou coneguda com a Llista Democràtica Khaldu-Ashur o Democracia Khaldu-Ashur. Només els residents al territori de l'autonomia kurda van poder votar i va obtenir 2.134 vots, el 18% dels vots de les minories a les quals estaven reservats cinc escons, quedant a menys de 2 punts percentuals del 20% que donava un escó. El 2005 no va participar en les eleccions. El 2009 es va aliar al Partit Patriòtic Assiri i es va presentar en la Llista Autonomista Caldea-Siríaca-Assíria però tot i que ara ja podien votar els assiris de la plana de Mossul (on vivien la majoria), la llista només va aconseguir 1.680 vots (0,09%, molt menys que el Partit Comunista quan es va presentar sol el 1992, i no va obtenir escó.